# ایوان سرگییویچ کوزنیتسوف
ایوان سرگییویچ کوزنیتسوف (روسی: Иван Серге́евич Кузнецов؛ ۲۷ مهٔ ۱۸۶۷ – ۳ ژوئن ۱۹۴۲) معمار اهل امپراتوری روسیه بود که برای آثاری که پیش از ۱۹۱۷ در مسکو و ویچوگا ساخت، مشهور است. او در خانواده‌ای از طبقه کارگر متولد شد و مستقلاً به جامعه نخبگان معماری مسکو راه‌یافت. او در سبک‌های مختلفی کار کرده اما از همه بیشتر در معماری نئوکلاسیک و معماری احیاگری روسیه موفق بوده‌است. او در معماری صنعتی برتری داشت و بیش از ۶۰۰ ساختمان طراحی کرده‌است. در دوران شوروی نیز برای کار او تقاضا وجود داشت.

## نگارخانه

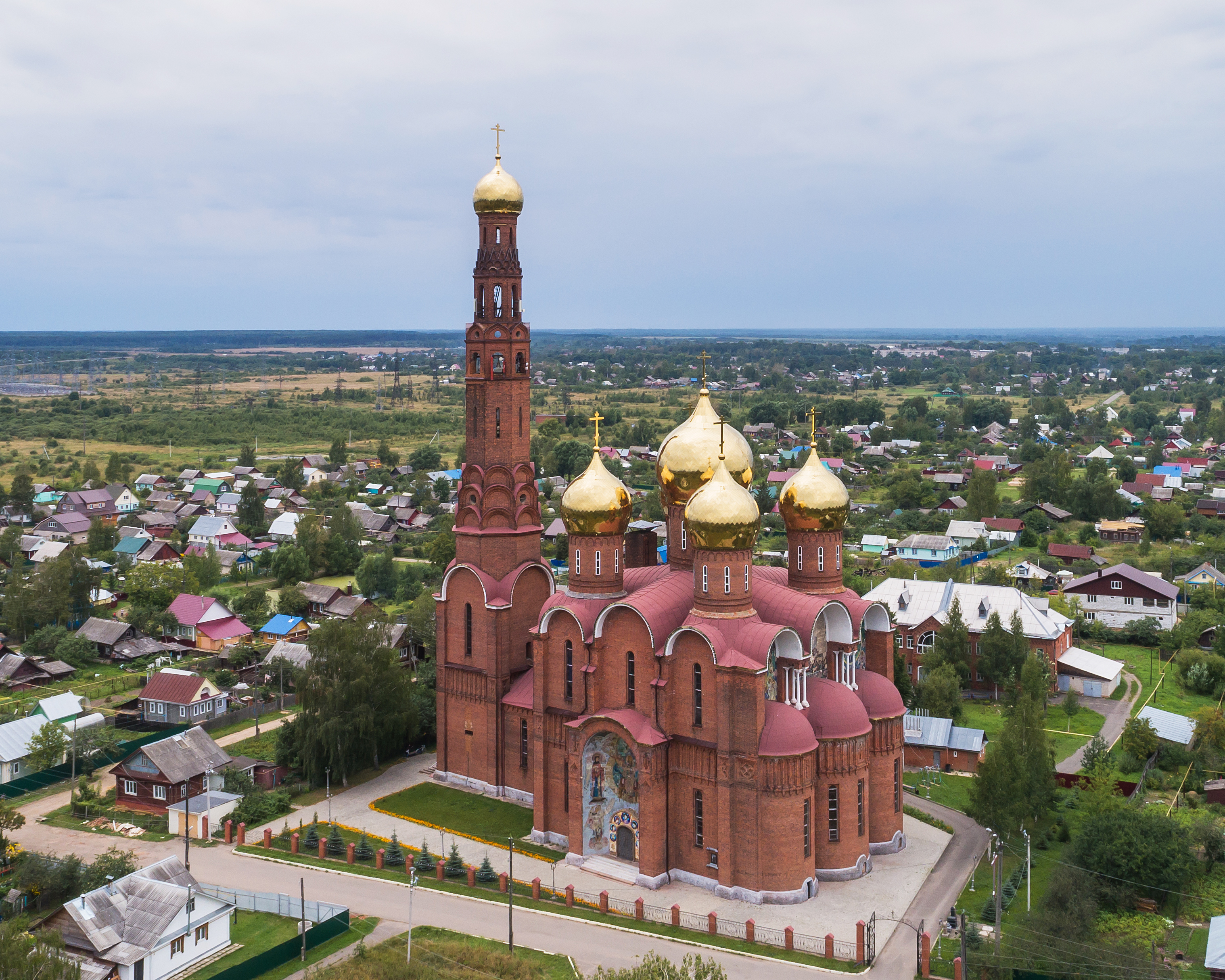
کلیسای رستاخیز مسیح
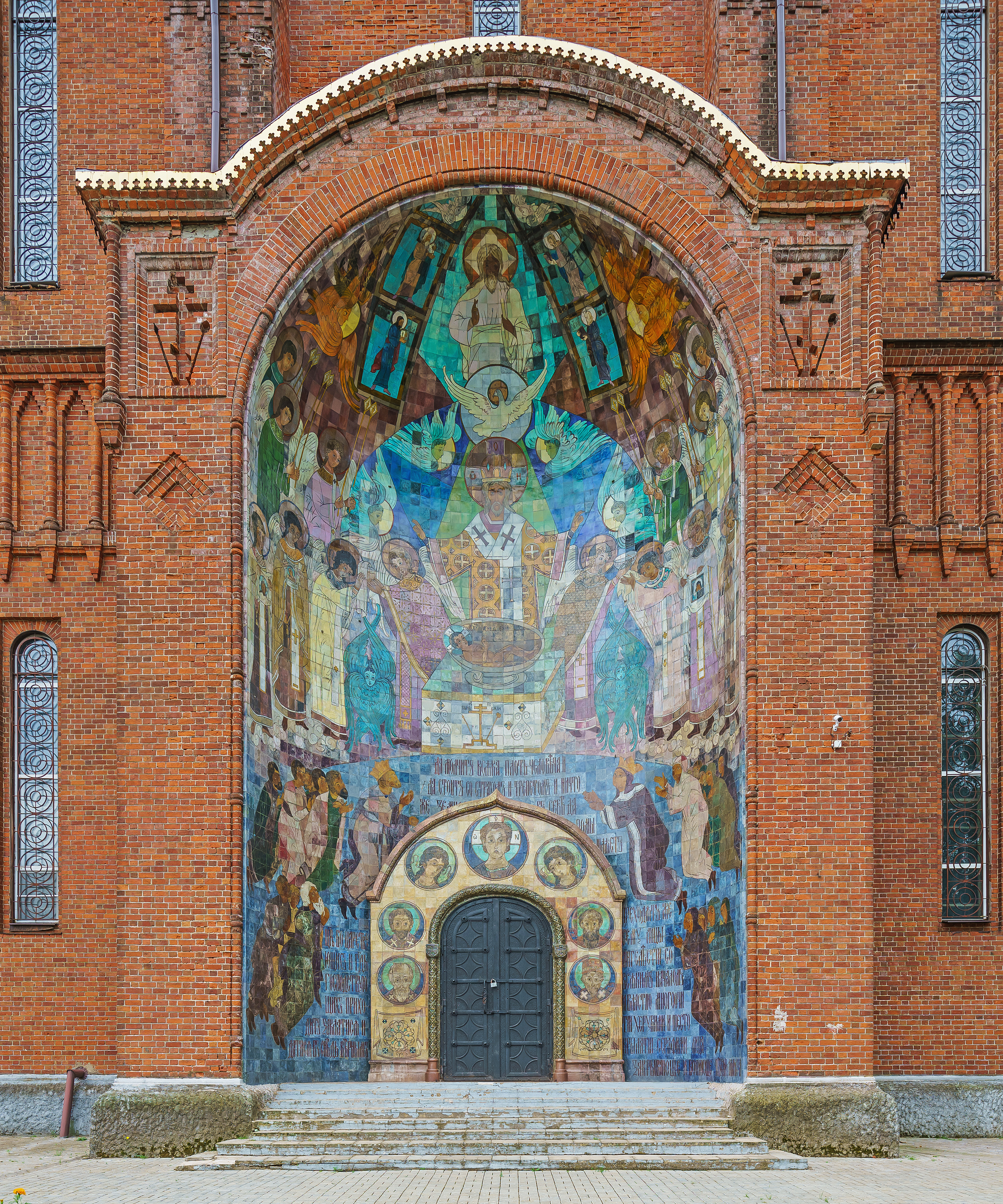
کلیسای رستاخیز مسیح
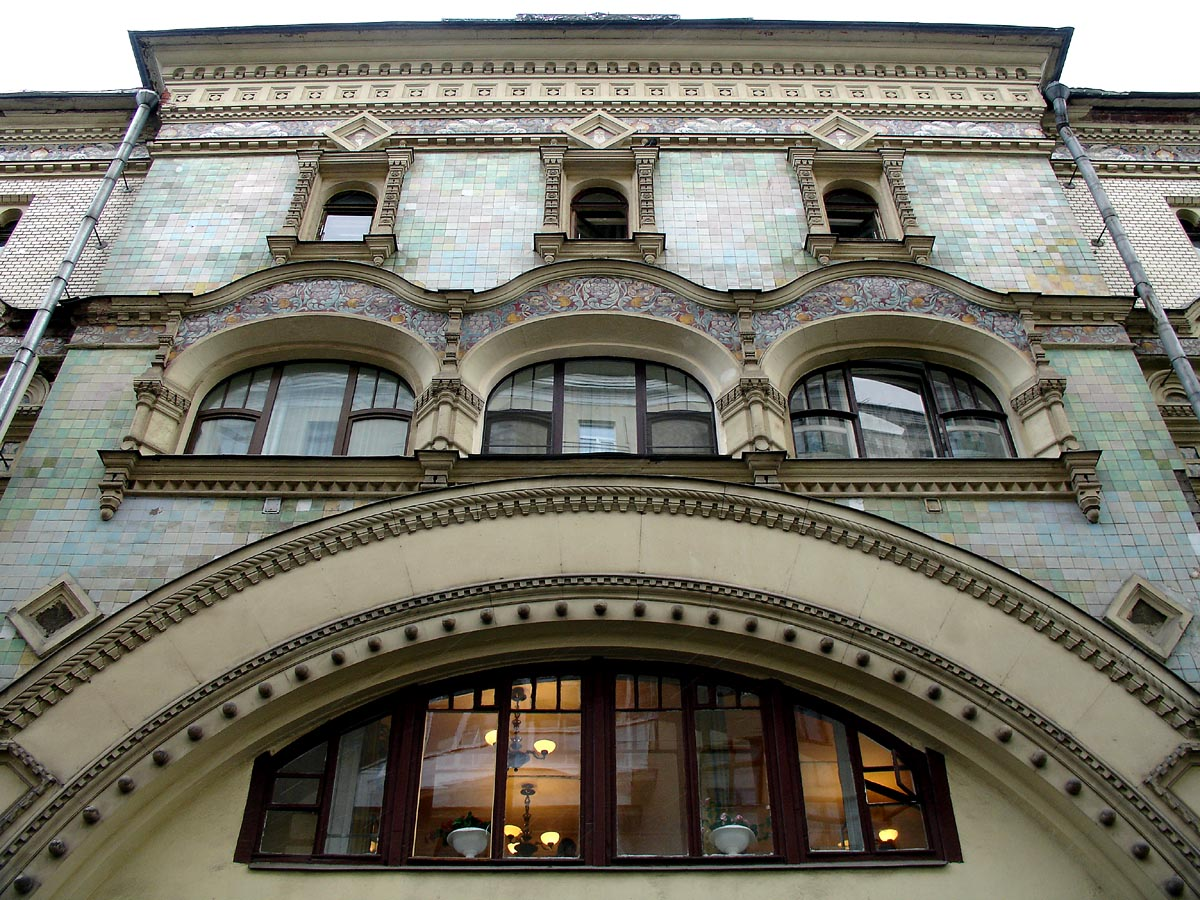
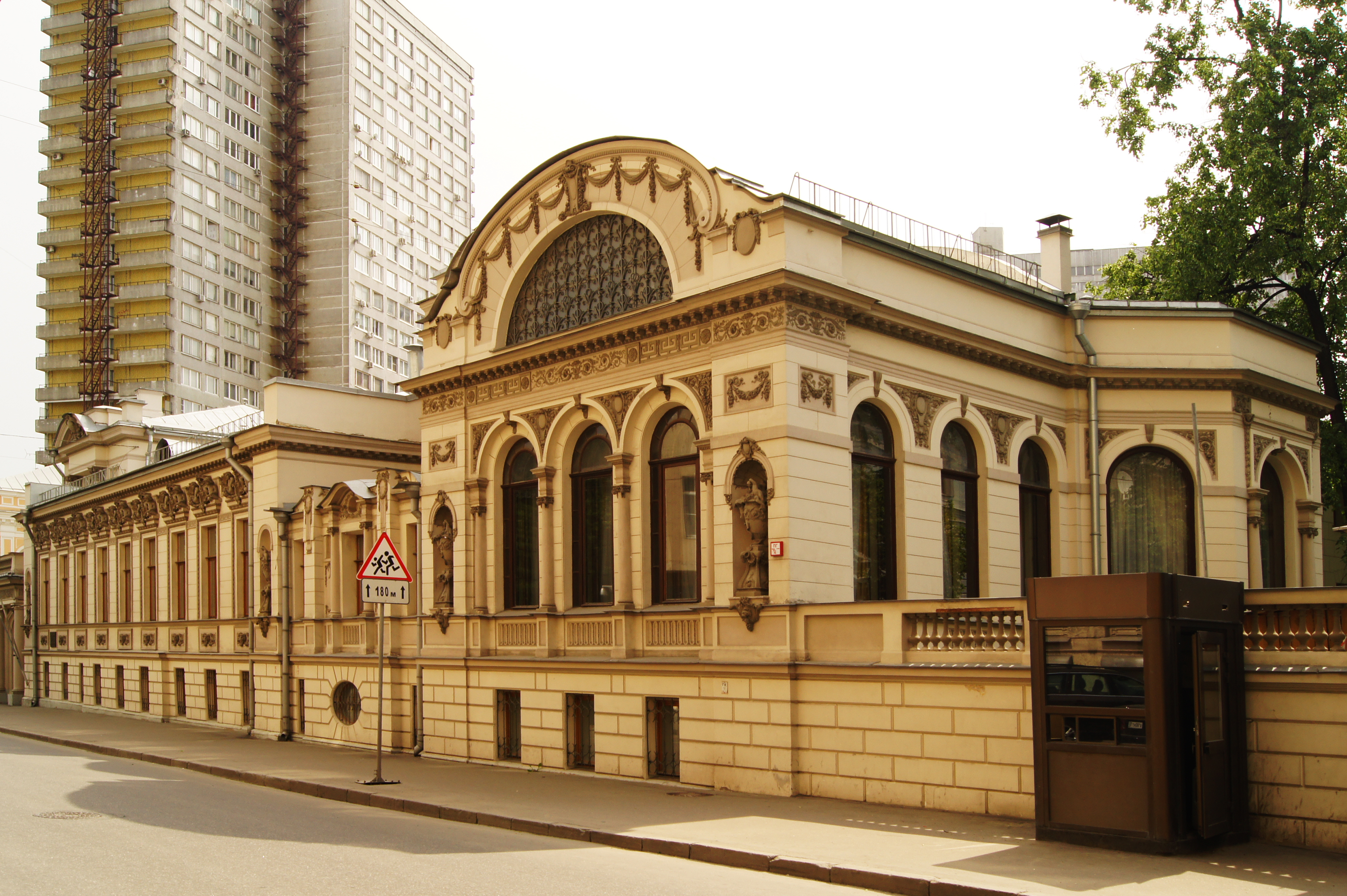